# IKBIP
IKBIP (англ. IKBKB interacting protein) – білок, який кодується однойменним геном, розташованим у людей на 12-й хромосомі. Довжина поліпептидного ланцюга білка становить 350 амінокислот, а молекулярна маса — 39 309.
| 10         |  | 20         |  | 30         |  | 40         |  | 50         |
| ---------- |  | ---------- |  | ---------- |  | ---------- |  | ---------- |
| MSEVKSRKKS |  | GPKGAPAAEP |  | GKRSEGGKTP |  | VARSSGGGGW |  | ADPRTCLSLL |
| SLGTCLGLAW |  | FVFQQSEKFA |  | KVENQYQLLK |  | LETNEFQQLQ |  | SKISLISEKW |
| QKSEAIMEQL |  | KSFQIIAHLK |  | RLQEEINEVK |  | TWSNRITEKQ |  | DILNNSLTTL |
| SQDITKVDQS |  | TTSMAKDVGL |  | KITSVKTDIR |  | RISGLVTDVI |  | SLTDSVQELE |
| NKIEKVEKNT |  | VKNIGDLLSS |  | SIDRTATLRK |  | TASENSQRIN |  | SVKKTLTELK |
| SDFDKHTDRF |  | LSLEGDRAKV |  | LKTVTFANDL |  | KPKVYNLKKD |  | FSRLEPLVND |
| LTLRIGRLVT |  | DLLQREKEIA |  | FLSEKISNLT |  | IVQAEIKDIK |  | DEIAHISDMN |
|            |  |            |  |            |  |            |  |            |

A: Аланін

C: Цистеїн

D: Аспарагінова кислота

E: Глутамінова кислота

F: Фенілаланін

G: Гліцин

H: Гістидин

I: Ізолейцин

K: Лізин

L: Лейцин

M: Метіонін

N: Аспарагін

P: Пролін

Q: Глутамін

R: Аргінін

S: Серин

T: Треонін

V: Валін

W: Триптофан

Задіяний у такому біологічному процесі, як альтернативний сплайсинг. 
Локалізований у мембрані, ендоплазматичному ретикулумі.